# Портула
Портула (итал. Portula) је насеље у Италији у округу Бијела, региону Пијемонт.
Према процени из 2011. у насељу је живело 600 становника. Насеље се налази на надморској висини од 672 м.

## Становништво
Према резултатима пописа становништва 2011. у општини је живело 1.365 становника.
| 1931. | 1936. | 1951. | 1961. | 1971. | 1981. | 1991. | 2001. | 2011. |
| ----- | ----- | ----- | ----- | ----- | ----- | ----- | ----- | ----- |
| 2.375 | 2.401 | 2.662 | 2.632 | 2.280 | 1.944 | 1.651 | 1.486 | 1.365 |